# St. Martin im Innkreis
St. Martin im Innkreis (auch Sankt Martin im Innkreis) ist eine Marktgemeinde in Oberösterreich im Bezirk Ried im Innkreis  im Innviertel mit 2228 Einwohnern (Stand 1. Jänner 2024).

## Geografie
Die Gemeinde St. Martin im Innkreis liegt auf um die 370 m ü. A. im Innviertel am Westhang des Troßkolmwaldes im Antiesental, ca. 10 km nördlich der Bezirksstadt Ried im Innkreis an der Hausruck-Bundesstraße (B143).
Die Ausdehnung beträgt von Nord nach Süd 3,4 km, von West nach Ost 6 km.  Die Gesamtfläche beträgt 8,9 km². 13,5 % der Fläche sind bewaldet, 69,7 % der Fläche sind landwirtschaftlich genutzt.

### Gemeindegliederung
Die Gemeinde liegt im Gerichtsbezirk Ried im Innkreis.
Das Gemeindegebiet umfasst folgende Ortschaften (in Klammern Einwohnerzahl Stand 1. Jänner 2024):
- Breitenaich (260)
- Diesseits (1340)
- Hofing (5)
- Hötzlarn (39)
- Jenseits (373)
- Karchham (57)
- Koblstadt (95)
- Sindhöring (373)

Katastralgemeinden sind Diesseits (456,57 ha) und Jenseits (431,49 ha) (Fläche Stand 31. Dezember 2023).

### Nachbargemeinden
| Reichersberg | Ort im Innkreis                             | Lambrechten |
| Mörschwang   | Kompassrose, die auf Nachbargemeinden zeigt |             |
| Senftenbach  | Aurolzmünster                               | Utzenaich   |

### Hauptort der Gemeinde
Der Ort Sankt Martin im Innkreis besteht aus den beiden Bestandteilen Diesseits (dem nominellen Hauptort) und Jenseits. Die Ortsnamen sind wörtlich zu nehmen, die beiden Teile liegen – vom Schloss aus betrachtet – diesseits und jenseits der Antiesen.
Heute ist der Ort mit Breitenaich im Norden und Hofing im Süden (Ortbestandteile auch Gemeinde Aurolzmünster) schon zu einem Straßendorf entlang der ehemaligen Bundesstraße verwachsen. Breitenaich beginnt am Senftenbach beim Schlossteich, Hofing etwa beim Kraftwerk, Höhe Bahnhof.
Der Hauptort umfasst knapp 400 Gebäude mit etwa 1.300 Einwohnern, das sind etwa 2⁄3 der Gemeinde.

## Geschichte

### Ortsgeschichte
1084 erfolgte die erste urkundliche Erwähnung von St. Martin als Lehen des Hochstiftes Passau. Um 1150 ist es Ainwicus de sancti Martino ‚Dorf von Hl. Martin‘ genannt.
Die Herren von Schwent scheinen 1166 als Lehnsträger von St. Martin auf.
Nach dem Frieden von Teschen 1779 kam der Ort mit dem Innviertel (damals Innbaiern) zu Österreich. Während der Napoleonischen Kriege kurz bayrisch, gehört er seit 1814 endgültig zu Österreich ob der Enns.
1821 wurden die Reichsgrafen von Arco-Valley als Nachfolger der ausgestorbenen Reichsgrafen von Tattenbach Besitzer der schon im Mittelalter entstandenen Herrschaft St. Martin.
Der Ort wurde 1850 eine politische Gemeinde.
Nach dem Anschluss Österreichs an das Deutsche Reich am 13. März 1938 gehörte der Ort zum Gau Oberdonau. Zwischen Februar und Mai 1945 wurde die Gemeinde Zufluchtsort der weltberühmten Lipizzanerhengste der Spanischen Hofreitschule. Am 7. Mai 1945 wurden die Hengste von Oberst Alois Podhajsky in einer Vorstellung dem amerikanischen General George S. Patton in St. Martin präsentiert, um dessen Schutz zu erbitten. Nach 1945 erfolgte die Wiederherstellung Oberösterreichs.

### Einwohnerentwicklung
1991 hatte die Gemeinde laut Volkszählung 1.595 Einwohner, 2001 dann 1.693 Einwohner. Die Zunahme erfolgte, da sowohl Geburtenbilanz als auch Wanderungsbilanz positiv waren. Da beide auch im nächsten Jahrzehnt positiv blieben, stieg die Bevölkerungszahl auf 1.776 Personen im Jahr 2011 und weiter auf 2.099 im Jahr 2021 an.

### Religion
1084 wird die Martinskirche erstmals erwähnt, sie existierte aber vermutlich schon früher. 1491 erfolgt die erste Erwähnung eines Priesters in St. Martin. 1781 erfolgte die Barockisierung der katholischen Pfarrkirche und die Erhöhung des Turmes. Am 17. Juli 1963 kam es zum Einsturz des Kirchturmes, 1964/1965 zum Wiederaufbau des Kirchturmes und zur Verlängerung des Hauptschiffes.

## Kultur und Sehenswürdigkeiten

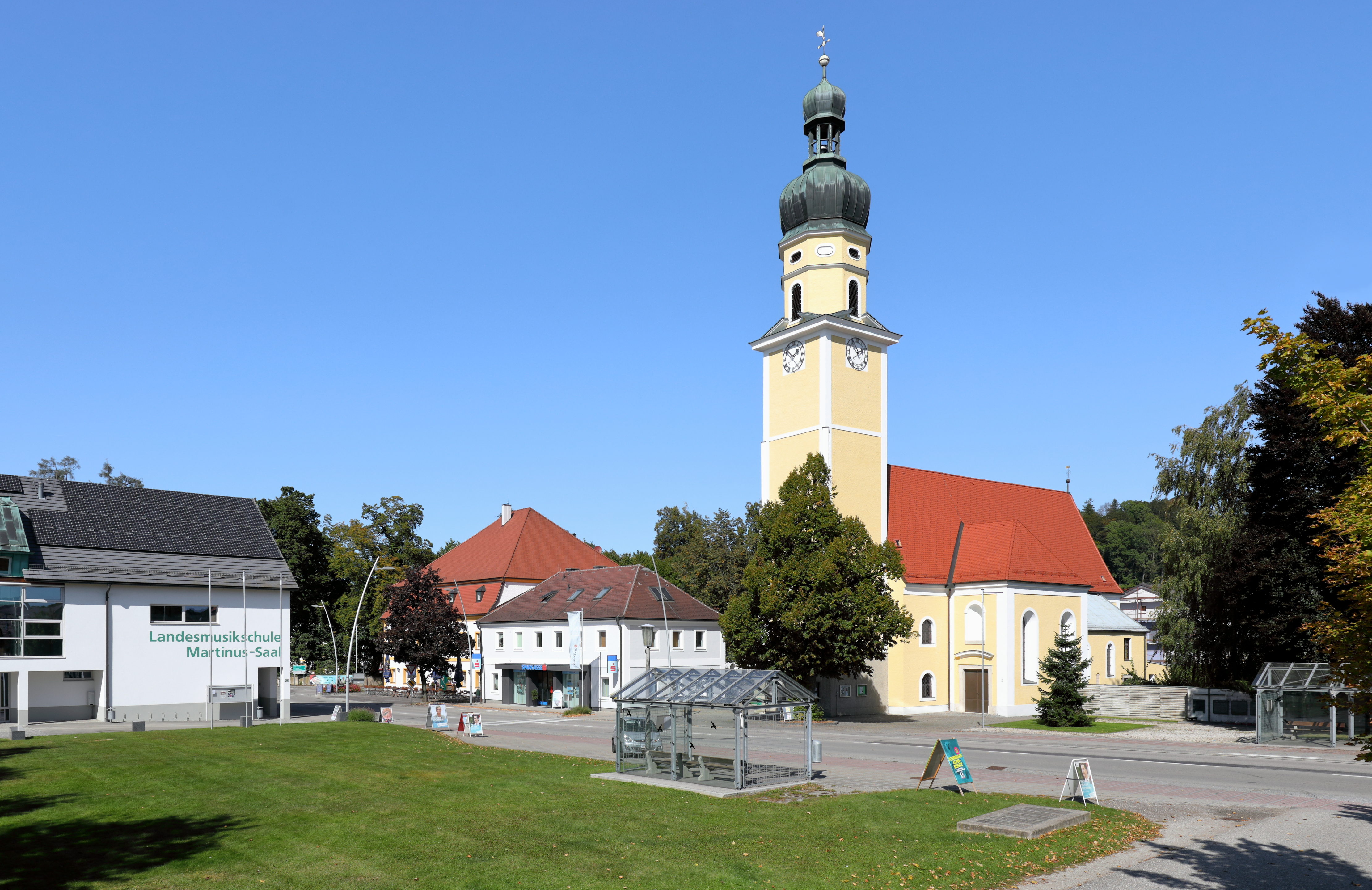
Pfarrkirche St. Martin im Innkreis

- Katholische Pfarrkirche St. Martin im Innkreis
- Judenstein an der südlichen Kirchenmauer (mit 17. April 1294 datiert)
- Schloss Sankt Martin im Innkreis: Barockschloss der Familie Arco-Zinneberg mit großem Schlosspark

## Verkehr
St. Martin liegt an der Buslinie Ried-Schärding, hat eine Bahnstation St. Martin im Innkreis der (verlängerten) Salzkammergutbahn (Attnang-Puchheim – Schärding). In ca. 2 Kilometer Entfernung liegt die Autobahnanschlussstelle Ort im Innkreis der A 8 Innkreisautobahn.

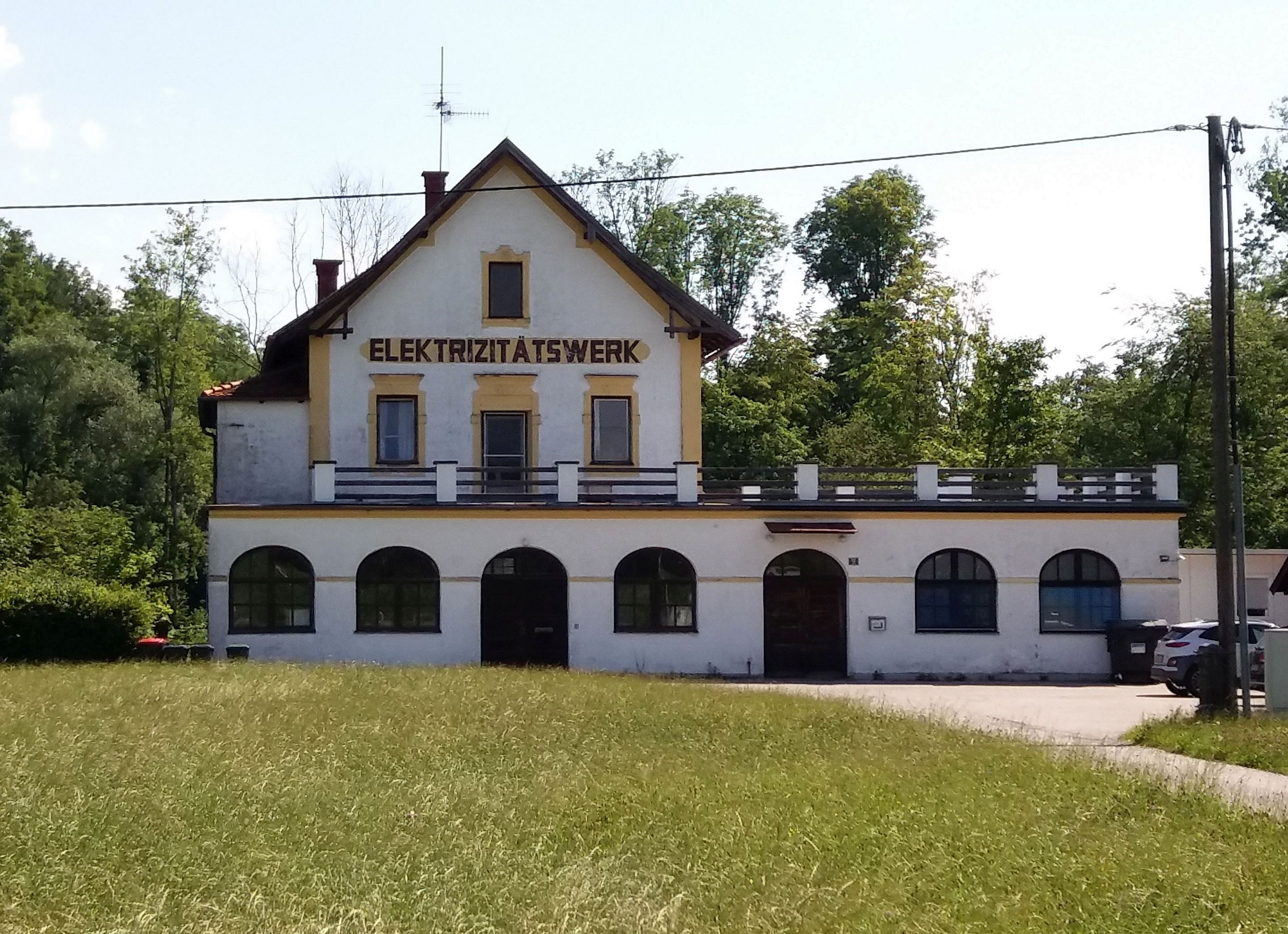
Elektrizitätswerk Graf Arco, 2022

Die Anlagen des seinerzeit für die Versorgung des Schlosses St. Martin und seiner Nebengebäude errichteten kleinen „Elektrizitätswerks Graf Arco“ befinden sich in der Ortschaft Hofing der Gemeinde St. Martin. Das regulierte Flussbett der Antiesen ist an der Wehrstufe etwa 10 m breit, das Betriebsgebäude des Kraftwerks ist von der Hausruck-Bundesstraße (B143) aus sichtbar.

## Politik

### Gemeinderat
Der Gemeinderat hat 19 Mitglieder.

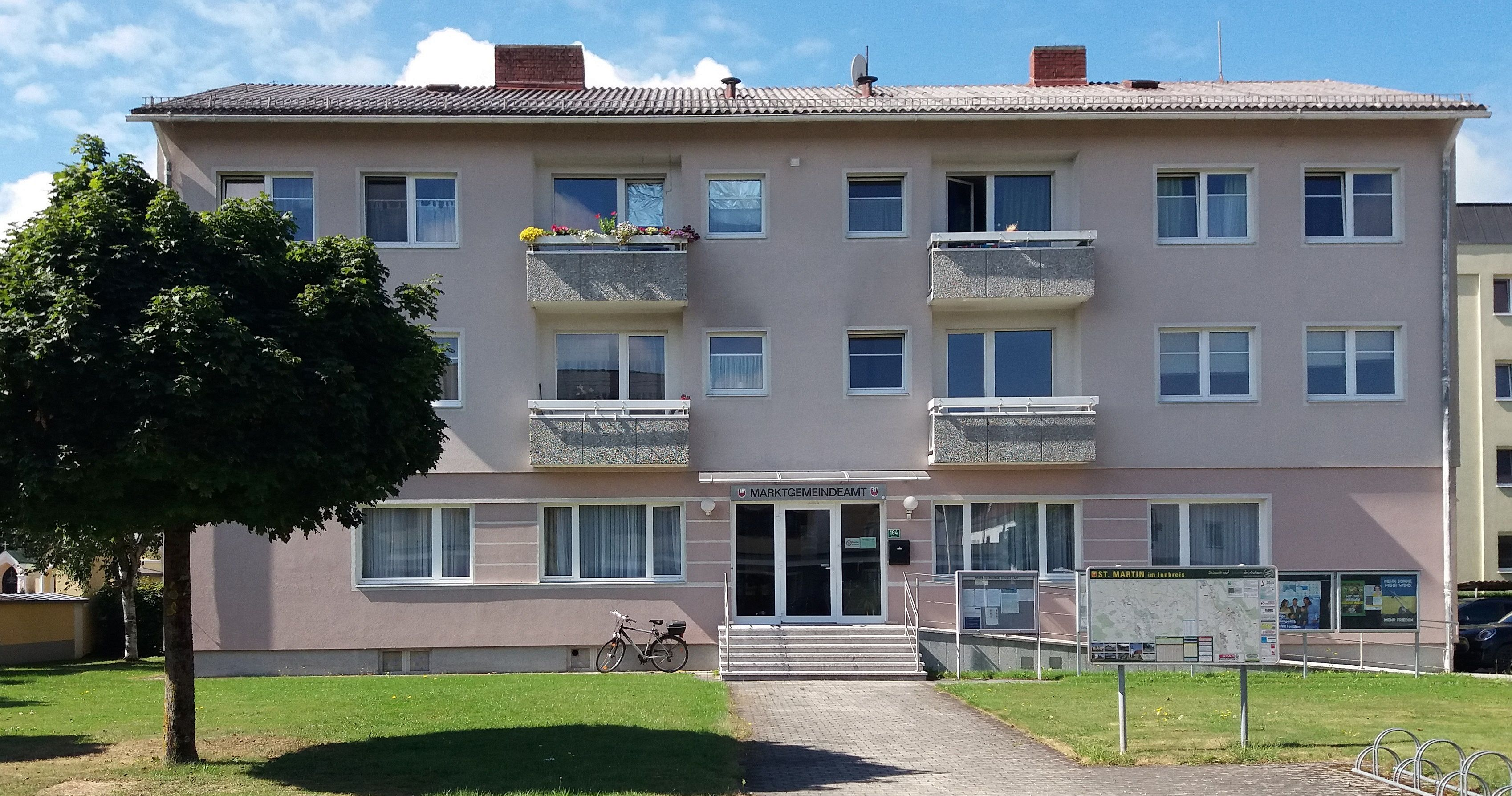
Marktgemeindeamt St. Martin im Innkreis

- Mit den Gemeinderats- und Bürgermeisterwahlen in Oberösterreich 2003 hatte der Gemeinderat folgende Verteilung: 7 ÖVP, 6 FPÖ, 5 SPÖ und 1 GRÜNE.
- Mit den Gemeinderats- und Bürgermeisterwahlen in Oberösterreich 2009 hatte der Gemeinderat folgende Verteilung: 7 ÖVP, 7 FPÖ und 5 SPÖ.
- Mit den Gemeinderats- und Bürgermeisterwahlen in Oberösterreich 2015 hatte der Gemeinderat folgende Verteilung: 8 FPÖ, 7 ÖVP und 4 SPÖ.
- Mit den Gemeinderats- und Bürgermeisterwahlen in Oberösterreich 2021 hat der Gemeinderat folgende Verteilung: 9 ÖVP, 5 FPÖ, 3 GRÜNE und 2 SPÖ.[8][9]

### Bürgermeister
Bürgermeister seit 1850 waren:
- 1850–1853 Friedrich Huemer
- 1853–1864 Josef Greil
- 1864–1879 Alois Pfreimbtner
- 1879–1882 Johann Fremd
- 1882–1883 Anton Knab
- 1883–1885 Felix Aichinger
- 1885–1888 Johann Ecker
- 1888–1891 Johann Fremd
- 1891–1894 Jakob Schamberger
- 1894–1900 Josef Berneder
- 1900–1903 Karl Greil
- 1903–1906 Josef Berneder
- 1906–1909 Karl Greil
- 1909–1912 Felix Ecker
- 1912–1919 Josef Berneder
- 1919–1919 Josef Hinterholzer
- 1919–1921 Felix Ecker
- 1921–1922 Karl Böhler
- 1922–1924 Karl Sattlegger
- 1924–1929 Johann Ecker
- 1929–1938 Ludwig Ecker
- 1938–1944 Matthias Weiteder
- 1944–1945 Ludwig Schmierer
- 1945–1947 Anton Hofstötter
- 1947–1955 Franz Glechner
- 1955–1961 Franz Götzendorfer
- 1961–1967 Alois Gurtner
- 1967–1979 Josef Steininger
- 1979–1997 Johann Schlager
- 1997–2015 Kurt Höretzeder (FPÖ)[11]
- 2015–2023 Hans Peter Hochhold (ÖVP)
- seit 2023 Benjamin Salhofer (ÖVP)[12]

### Wappen
Blasonierung:
In Gold ein roter, halbkreisförmiger, durch ein silbernes, gestürztes Schwert mit schwarzem Griff gespaltener Umhang mit gewellten, nach oben gerichteten Enden.
Die Gemeindefarben sind Weiß-Grün. Das Wappen wurde von der Graphikerin Maria Danksagmüller entworfen.
Das Wappenbild zeigt des Heiligenattribut des Hl. Martin von Tours.

## Persönlichkeiten

### Söhne und Töchter der Gemeinde
- Urban von Trennbach (1525–1598), Fürstbischof
- Anton Johann Lipowsky (1723–1780), Jurist und Historiker
- Thaddäus Ferdinand Lipowsky (1738–1767), Beamter und Musiker
- Anton Graf von Arco-Valley (1897–1945), Mörder Kurt Eisners
- Hans Freilinger (1925–2012),  Tischler, Stuckateur, Bildhauer, Bronzegießer und Galerist
- Gerhard Marschall (* 1952), Journalist
- Franz Danksagmüller (* 1969), Organist und Komponist

### Mit der Gemeinde verbundene Persönlichkeiten
- Matthias Spanlang (1887–1940) Feldkurat, Brigadepfarrer der 4. Brigade in Linz, Pfarrer von St. Martin im Innkreis, NS-Gegner, ermordet am 5. Juni 1940 in KZ Buchenwald